# František Bartoš (compositeur)
Pour les articles homonymes, voir František Bartoš.
František Bartoš, né le 13 juin 1905 à Brněnec en Tchéquie et mort le 21 mai 1973 à Prague, est un critique musical, un musicologue et un compositeur tchèque.

## Biographie
František Bartoš naît le 13 juin 1905 à Brněnec, en Tchéquie. Il étudie la composition avec Karel Boleslav Jirák et Jaroslav Křička au Conservatoire de Prague de 1931 à 1925. Il étudie ensuite avec Joseph Bohuslav Foerster de 1925 à 1928. Il pratique la critique musicale tout en participant à la direction de Tempo de 1935 à 1938 puis de 1946 à 1948. Il participe aussi à la fondation du Printemps de Prague et préside le comité éditorial chargé de la publication de l'œuvre intégrale d'Antonín Dvořák.

## Publications
- Mozart en Lettres (Prague, 1937, 1956)
- Correspondance de Gustav Mahler (Prague, 1962)

## Œuvres
- Jaro (« Printemps », 1925), mélodrame
- Sextuor à cordes (1926)
- Quatuor à cordes no 1 (1928)
- Quatuor à cordes no 2 (1935)
- Scherzo (1932) pour quintette à vents
- Rozhlasová hudba (« Musique radiophonique », 1936) pour orchestre de chambre
- Skola zen (« L'École des femmes », d'après Molière, 1936) pour quatuor à vent ou orchestre
- Duo pour violon et alto (1937)
- Polka rusticana (1952) pour trio à vent
- Plusieurs cycles de mélodies

## Sources
- Nicolas Slonimsky, Alain Paris et Marie-Stella Paris, Dictionnaire biographique des musiciens, R. Laffont, 1995 (ISBN 2-221-06510-7, 978-2-221-06510-5 et 2-221-06787-8, OCLC 33096600, lire en ligne)